# Gravera del Tasar
La Gravera del Tasar és una antiga explotació d'extracció de grava per a la construcció del terme municipal de Monistrol de Calders, al Moianès.
Està situada al sector de ponent de la Llandriga, als peus de l'extrem sud-est del Serrat del Gordi.